# 天主教普拉森西亞教區
天主教普拉森西亞教區（拉丁語：Dioecesis Placentina in Hispania)、西班牙語：）是西班牙一個羅馬天主教教區，屬梅里達-巴達霍斯總教區。成立於1189年。
教區包括卡塞雷斯省的東部地區，2007年，在當地272,654人口中，有教友266,724人，佔轄區總人口97.8%、201個堂區、179名司鐸、38名修士、408名修女。現任教區主教為阿瑪迪奧·羅德里格斯·馬格羅。